# Gibraltargatan
Gibraltargatan är en gata i stadsdelarna Johanneberg, Krokslätt och Landala i Göteborg. Den är cirka 1 900 meter lång och sträcker sig från Läraregatan till Doktor Forselius gata.
Gatan fick sitt namn år 1886 efter egendomen Gibraltar. Den tidigare idrottsplatsen Gibraltarvallen låg vid Gibraltargatan från år 1922. Den ersattes av Mossens idrottsplats, som invigdes år 1959, varvid Gibraltarvallens område till större delen ersattes av en parkeringsplats. År 1923 föreslog gatunamnsberedningen att gatunamnet skulle ändras till Gibraltarsgatan, men förslaget bifölls  inte av stadsfullmäktige.